# Biclavigera uloprora
Biclavigera uloprora es una especie de polilla perteneciente a la familia Geometridae. Fue descrita por primera vez por el entomólogo inglés Louis Beethoven Prout en 1938, y se puede encontrar distribuido en Sudáfrica.